# Prehistòria als Països Catalans

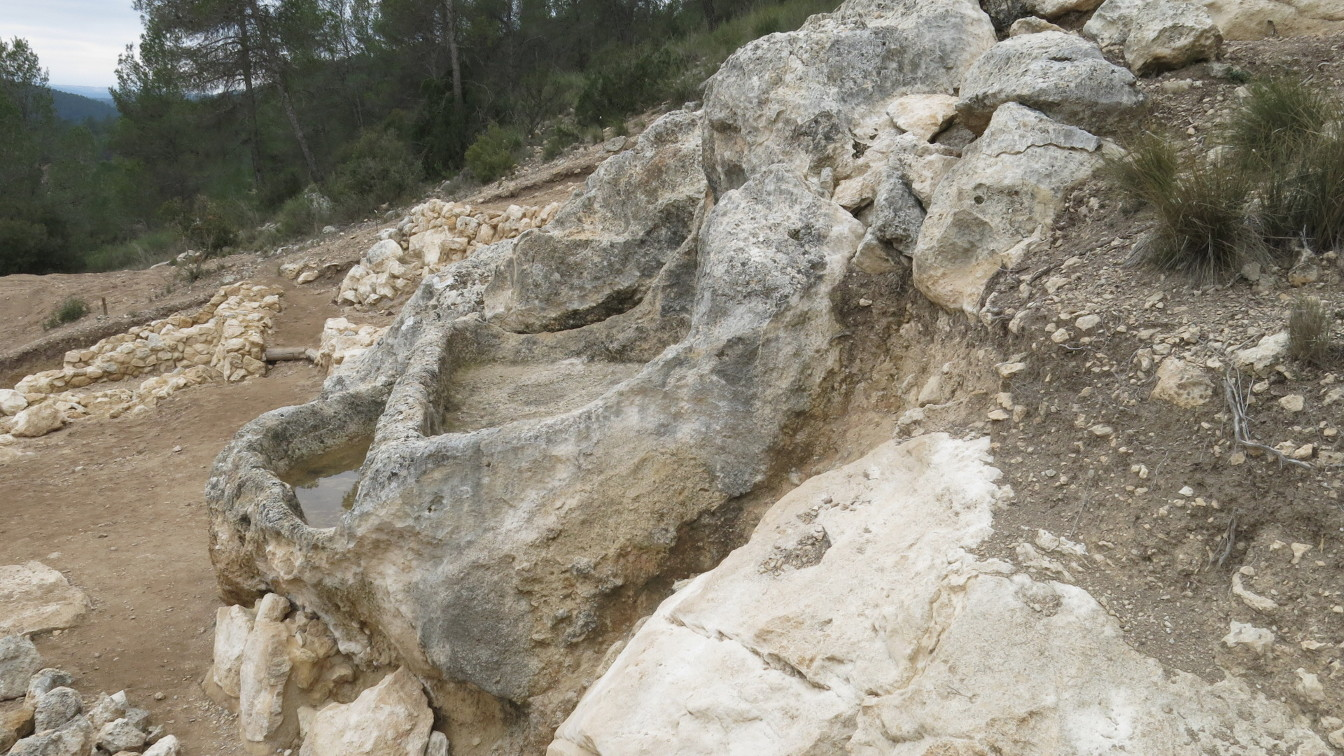
Solana de las Pilillas (País Valencià)

La Prehistòria als Països Catalans comprèn el període des de l'aparició de l'home a la constatació dels primers testimonis escrits. La prehistòria es coneix gràcies a l'arqueologia. Entre Catalunya i el País Valencià hi ha una certa continuïtat en el desenvolupament prehistòric. Les Illes Balears en canvi són un món a part; Mallorca i Menorca pertanyien a civilitzacions sense connexió continental mentre Eivissa i Formentera tradicionalment s'ha cregut que no estaven habitades fins a l'arribada dels fenicis però aquesta suposició està en revisió.

## Inicis de la prehistòria

Animació representant la tècnica Levallois per a fer estris de pedra en la prehistòria.

A la Catalunya Nord s'hi han trobat, a la Cova de l'Aragó a Talteüll, fòssils d'humans anteriors a la dels homes neandertals essent aquestes restes entre les més antigues dels Països Catalans i d'Europa.
Al Principat de Catalunya els primers poblaments que s'han trobat són del Paleolític mitjà amb la mandíbula de Banyoles com a fòssil prominent. Els jaciments del període mosterià de Catalunya més coneguts són l'Abric Romaní i l'Estació Agut a Capellades, Moià i la Cova de les Teixoneres a Reus.
Al País Valencià les primeres restes de poblament també corresponen al Paleolític mitjà amb els jaciments principals de la Cova Negra (Bellús i Xàtiva), la Cova de la Petxina (Bellús) i la Cova del Cochino (Villena) amb restes dels nenadertals.
A les Illes Balears en sentit estricte (Mallorca i Menorca) els primers artefactes humans s'han trobat a la Cova del Canet de Mallorca i s'han datat de 7220 aC. Els primers fòssils humans s'han trobat a la Cova de Muleta de Sóller que, datats amb el carboni 14, han donat uns 5.500 anys d'antiguitat. La cultura dels talaiots no apareixeria fins a 1.500 anys després.
A Eivissa, es detecten uns canvis de fauna a la Cova d'es Pouàs (datats del cinquè mil·lenni) difícils d'explicar sense la intervenció humana (Alcover, 1994)

## Paleolític

Localització d'alguns dels jaciments més importants del Paleolític i l'Epipaleolític al País Valencià.

### Població durant el Paleolític
A l'illa de Mallorca la seva extensió superficial (3.600 km²) permet considerar-la com un únic territori de captació de recursos d'una població caçadora recol·lectora D'acord amb Gamble (1990) l'illa hauria d'estar poblada per més d'una banda (aproximadament una banda és de 30 persones) i el màxim demogràfic seria d'unes 500 persones. Extrapolant aquesta dada, la totalitat dels Països Catalans ((68.500 km²) estarien habitats, en el Paleolític per unes 10.000 persones.
Els habitatges protegits com les coves proporcionen la majoria de restes que s'han conservat del Paleolític, per això s'estima que aquest tipus d'hàbitat està sobrerepresentat i que de la immensa majoria dels habitatges a l'aire lliure, segurament molt abundants, és difícil trobar-ne res. També s'ha de tenir en compte que els ossos no es conserven en terrenys àcids que són freqüents al nord del Llobregat, en determinats punts del País Valencià (com la Serra d'Espadà) i a la meitat de Menorca.
Les principals mostres d'art d'aquest període als Països Catalans es troben en coves del País Valencià com la Cova del Parpalló. Cap a final del Paleolític a Catalunya es trobarà en l'extrem nord de l'art rupestre en el que s'anomena art rupestre llevantí o “pintors de les serres” per exemple a la Cova del Cogul a Les Garrigues.
Al País Valencià estan testimoniades les eines de pedra típiques del Paleolític superior mediterrani successivament: Gravetià, Solutrià, Epigravetià i Magdalenià. Les coves més explorades són les del Parpalló i de les Meravelles (Gandia), de les Rates Penades i del barranc Blanc (Ròtova), de les Malladetes (Barx), del Volcà del Far (Cullera). El nivell amb restes del magdalenià i solutrià només s'ha trobat al Parpalló, l'abundor de troballes d'artefactes i d'art contrasta amb els poc fòssils d'ossos humans que s'hi han trobat. El País Valencià hi ha nombroses i famoses pintures prehistòriques de l'art rupestre llevantí (que arriben també als territoris veïns d'Aragó, Múrcia i Catalunya). Van des de les muntanyes de les comarques dels Ports i del Maestrat (amb l'emblemàtic grup del barranc de la Valltorta, Gasulla d'Ares) al centre del país Dosaigües, Aiora, Bicorb (Cova de l'aranya) i fins a Alcoi (Cova de la Sarga). L'art rupestre llevantí mostra representacions esquemàtiques i dinàmiques de caceres. La cronologia d'aquestes representacions artístiques ha estat molt discutida si bé al principi es consideraven del Paleolític superior actualment es pensa que són del Neolític.
A Mallorca i Menorca no s'ha testimoniat un poblament paleolític. Fins al Neolític, a la fi del tercer mil·lenni aC o començament del segon mil·lenni, no hi ha restes d'un poblament generalitzat.

## Neolític
El neolític significa una revolució en passar d'una economia humana basada en la caça i la recol·lecció a una altra agrícola i ramadera. Mesolític o Epipaleolític és el període de transició entre el Paleolític i el Neolític, quan el clima ja es va fer més càlid però encara no s'havia adoptat l'agricultura i la ramaderia. A Catalunya és típica la ceràmica impresa o montserratina més coneguda com la variant de la ceràmica cardial que estava estesa sobre gran part de Catalunya i que a més arribava més al nord amb la ceràmica impresa del Llenguadoc i cap al sud amb la ceràmica impresa del País Valencià. Va ser en el segon Neolític quan es van conrear les planes i les terres baixes i allí es feien els sepulcres de fossa que a la Península només es troben a Catalunya però que estan relacionats amb una cultura d'Europa Occidental (Chassey, Lagozza, Cortaillod), malgrat que els prehistoriadors van estar durant anys considerant-los una manifestació de la cultura d'Almeria. Al País Valencià les principal coves amb restes del Neolític són: la Cova de la Sarsa, a Bocairent, i la de l'Or, a Beniarrés, amb ceràmica impresa cardial. Abans del 5000 aC, ja comença a la cova de l'Or el neolític amb conreu de blat i 'ordi.
Del megalitisme propi d'aquesta època Lluís Pericot va recollir 211 dòlmens catalans (a més de 46 dubtosos) situats en un mapa junt amb els del Rosselló (39 dòlmens).
A Catalunya, fa uns 4000 anys BP, l'esperança de vida era d'uns 26 anys.

## Prehistòria de Catalunya
Hi ha moltes restes arqueològiques que mostren un antic poblament en la prehistòria de Catalunya, fins que el territori entrà en el període històric amb la pràctica de l'escriptura per part dels ibers, grecs i cartaginesos.
Se sap que estava poblada en el Paleolític inferior, establint-se entre un milió i vuit-cents mil anys enrere la presència de l'Homo antecessor, però la informació que n'ha quedat és escassa. De fa 450.000 anys data l'home de Talteüll.
Del Paleolític mitjà ha quedat establert que hi havia l'home de Neandertal. D'aquesta època és la mandíbula de Banyoles, la dent incisiva inferior i la mandíbula de la Cova del Gegant de Sitges, l'abric Romaní, les restes de la cova de les Teixoneres,el jaciment de la bòbila Sugranyes o la Cova del Rinoceront.
En el neolític apareixen restes de sepultures de fossa. Cap al 6000 aC és quan es poden datar els primers dòlmens i altres monuments megalítics catalans. Juntament amb ells, apareixen mostres de terrissa decorada amb petxines (ceràmica cardial)
Catalunya entraria a l'edat dels metalls gràcies al coure poc abans del 2000 aC, amb influència de cultures de vas campaniforme europees.
L'arribada dels pobles indoeuropeus cap al 1000 aC significà un canvi profund en la tecnologia. Introduïren, per exemple, els ritus d'incineració (camps d'urnes), estengueren l'agricultura i la ramaderia i introduïren l'ús del ferro (edat hallstàttica), encara que aquest ús no arrelà fins a la influència de les cultures gregues i fenícia.

## Prehistòria d'Andorra

### Edat de Pedra

#### Paleolític Superior
El Paleolític es divideix en tres subbranques. D'un costat hi ha el Paleolític inferior i mitjà i de l'altre el superior. A la Balma de la Margineda. La Balma de la Margineda és un abric rocós situat a la parròquia de Sant Julià de Lòria que servia al 10500 aC com a refugi a caçadors-recol·lectors que venien de l'Arieja i del Segre buscant-hi proveïment per a l'hivern. Aquest caçadors-col·lectors no s'hi estaven gaire estona al país. De fet, les restes trobades daten dels mesos d'estiu on Andorra era habitable.
Cal recordar que abans d'aquest període el país estava cobert per una glacera, d'aquí el fet que no trobem restes humanes abans del Paleolític Superior o per ser més precisos al Mesolític. Entre els objectes trobats hi destaquem un arpó azilià, un còdol gravat, una punta de dors microlaminar, un micròlit triangular o un gratador denticulat entre d'altres.
Aquests objectes deixen en evidència que estem parlant clarament del Paleolític Superior, ja que és en aquesta època on l'home comença a utilitzar estris, en aquest cas amb pedra, en el seu dia a dia. Aquests objectes encara no són visibles per a cap turista, i és que el Govern andorrà encara té en fase d'esborrany el Museu de la Pau que degut a la crisi encara no s'ha construït.

#### Neolític Inicial
Al Neolític la població comença a sedentarietat-se, descobreix l'agricultura, aprèn a domesticar certs animals, comencen a sorgir els primers poblats... És a dir, es crea una revolució, la revolució neolítica. Aquests fets tenen, evidentment, conseqüències al Principat. D'un costat, la Balma de la Margineda augmenta espectacularment en nombre d'habitants (4000 aC). Habitants que se sedentaritzen i transformen la Balma en una pleta per als ramats. I de l'altra banda apareix un petit assentament d'humans, per dir-ho d'una altra manera un petit poblat, a la Vall del Madriu. El Madriu se situa a Escaldes-Engordany i és un parc natural, declarat patrimoni de la humanitat per la UNESCO, títol atorgat gràcies a la combinació d'activitats humanes i naturals que s'hi han produït al llarg de la història.

#### Neolític mitjà i neolític final
Al neolític mitjà i final apareixen dos jaciments de gran importància al país degut a les troballes arqueològiques. El primer és la Tomba de Segudet, que com el seu nom indica, conté la resta d'éssers humans que varen ser enterrats entre el 4300 aC i el 4500 aC. Aquesta troballa s'ha de situar a Ordino. La segona, en canvi, s'ha de situar a Juberri, Sant Julià de Lòria. En aquesta hi trobem la Feixa del Moro on hi ha restes tan destacades com: estructures d'hàbitats, focs simples, cubetes amb signes de combustió, forats de pals per a bigues, braçalets, penjolls, collarets, una dona enterrada, un nounat. La Feixa del Moro era un petit assentament ramader, que segons indiquen els historiadors, podria haver estat ocupat a la tardor. Sigui com sigui, el que queda clar és que al Neolític Andorra també vivia els mateixos canvis revolucionaris que la resta d'indrets veïns. La Balma de la Margineda no se n'escapa, però va perdent força. La població comença a desplaçar-se a altres zones del país.

### Edat del Bronze
L'edat del bronze és el període de desenvolupament de la civilització. Es divideix en tres subgrups (Antic, Mitjà i Final o Tardà) i es caracteritza per la manipulació avançada de la metal·lúrgia. Comencen les tècniques d'extracció del coure i minerals per fer-ne aliatges i així aconseguir el bronze. En aquesta època apareixen diferents jaciments a Andorra. Jaciments com el de Prats, Canillo, que daten de 16.000 aC o com els gravats del Roc de les Bruixes, situats al mateix assentament de Prats. El primer és un assentament ramader mentre que el segon és una sèrie de gravats (escriptura rupestre) sobre pedra. Aquests gravats ha sigut des de fa temps objecte de llegendes, creences i discussions al Principat. Ningú en sabria donar el significat, però el que quedar clar és que al llarg del temps ha deixat volar la imaginació a més d'un. La Balma de la Margineda, per la seva banda, deixa de ser habitada definitivament. És amb aquest fet que apareixen el Roc d'Enclar i els jaciments del Cedre. Cap dels dos poden datar-se, però sí situar-se. El primer està situat a la capital mateixa, Andorra la Vella, mentre que el segon està al poble de Santa Coloma d'Andorra. Les restes trobades en ambdós jaciments daten de diferents èpoques: de l'Edat del Bronze a l'Edat Mitjana, el que dificulta una explicació clara del que s'hi feia. Tanmateix, sabem que en aquesta època s'hi experimentaven els mateixos canvis que a l'exterior (restes de ceràmica, arracades, puntes de bronze, gerres de bronze…).

### Edat de Ferro
En aquest període desapareix el jaciment de Prats. El Roc d'Enclar i el Cedre són els únics indrets en què es troba presència humana a les Valls d'Andorra. Cap altra resta arqueològica apunta una altra mena de presència al país. Situat entre Santa Coloma i Andorra la Vella, el Cedre, o jaciment del Cedre, és un conjunt de diferents estacions que s'assenten al llarg de més de mig quilòmetre entre les dues poblacions (Andorra la Vella i Sta. Coloma). El Roc d'Enclar, per la seva banda, es pot considerar com una fortificació. Tanmateix, no es podrà parlar com a tal fins entrada l'Edat Antiga.

## Prehistòria de les Illes Balears

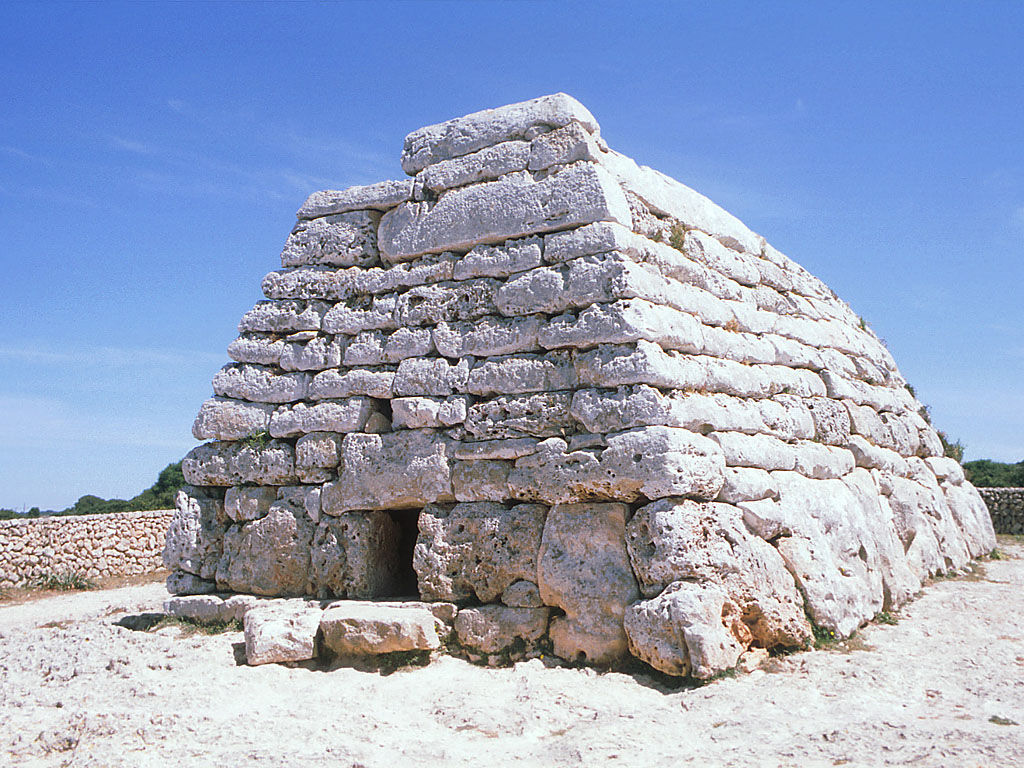
Naveta des Tudons

Fins fa poc, els historiadors tenien la hipòtesi que les Illes Balears van ser poblades per pobles procedents de la península Ibèrica en el cinquè mil·lenni abans de Crist. El descobriment d'indicis de carbons a la cova de Canet, en el municipi mallorquí d'Esporles, ha fet sospitar als arqueòlegs que, cap a l'any 7200 aC, va existir probablement una població a cavall entre el Paleolític i el Neolític.
Entre el 3000 i el 1300 aC, petites col·lectivitats organitzades al voltant de l'agricultura i la ramaderia van habitar l'arxipèlag. És l'època dels sepulcres megalítics i els rituals religiosos en túmuls mortuoris formats per pedres gegantines. A finals d'aquest període comencen a sorgir les navetes, unes edificacions en forma de nau invertida destinades a fins funeraris, tot i que a Mallorca, les anomenades navetiformes servien d'habitació. La més famosa naveta és la d'Es Tudons, a l'illa de Menorca.

### La cultura ciclòpia dels talaiots

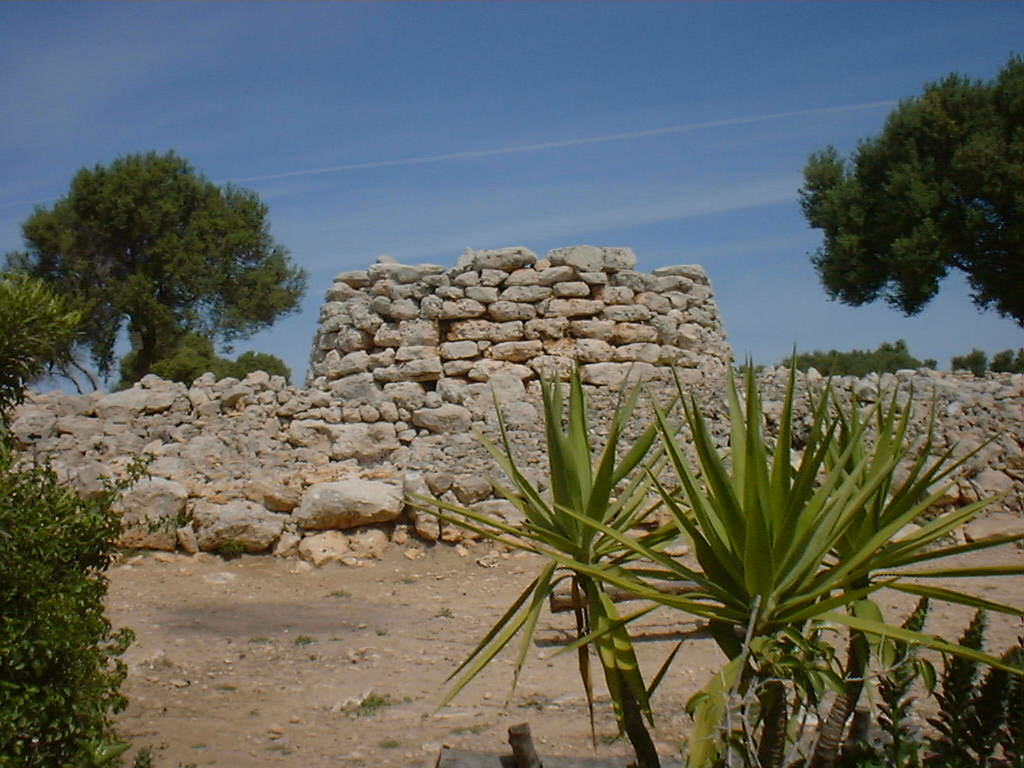
Talaiot a Mallorca.

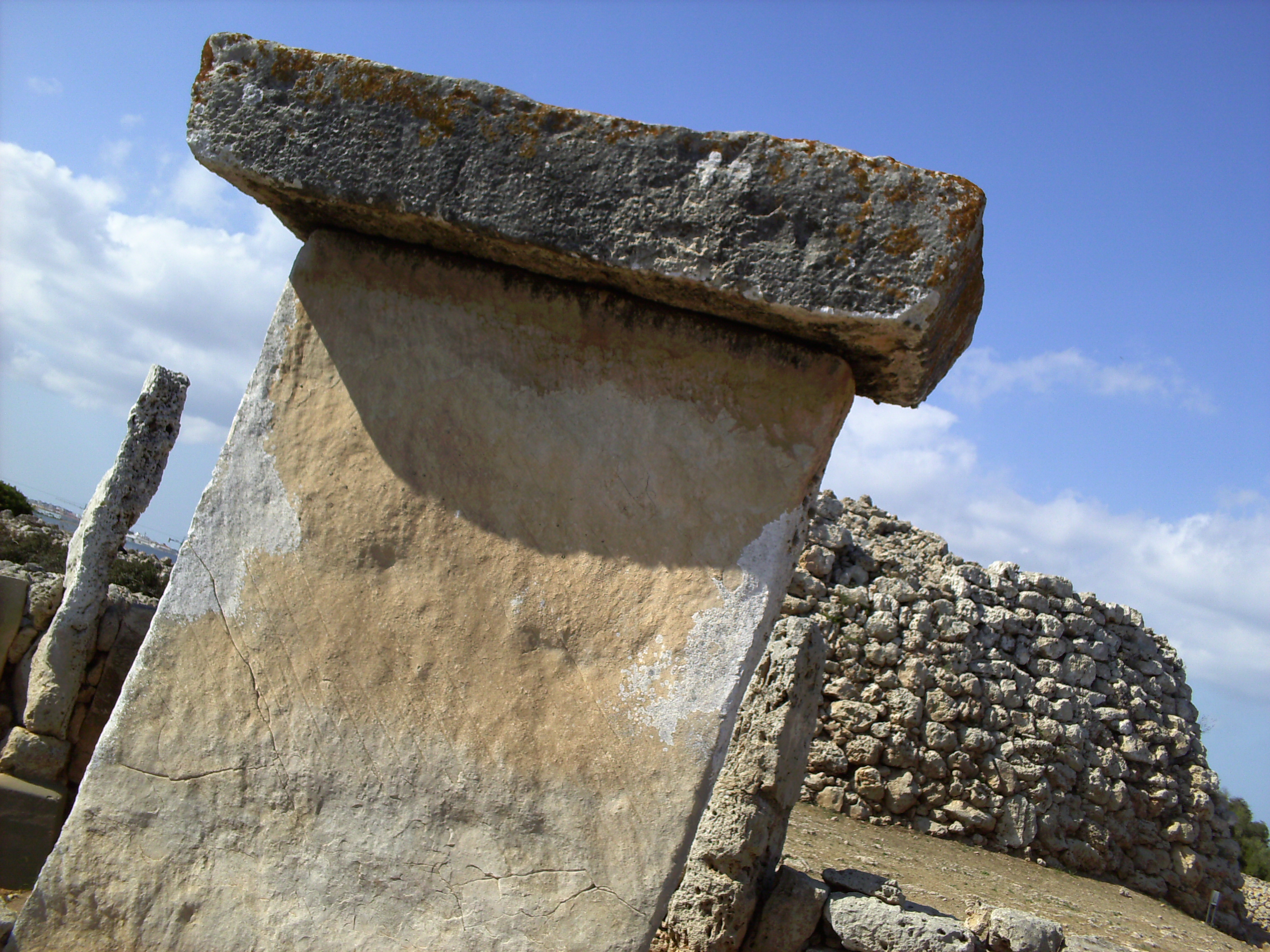
Talaiot darrere una taula, a Menorca.

La cultura dels Talaiots fou una cultura que es desenvolupà durant l'edat del bronze i l'edat del ferro a les Illes Balears, entenent aleshores per Balears només les anomenades pels grecs Gimnèsies, és a dir, Mallorca i Menorca. A les Pitiüses no hi va ser mai present.
La visió tradicional plantejava que cap a l'any 1300 aC, les Illes Balears haurien viscut la invasió dels pobles del mar, donant lloc a una cultura guerrera que perduraria fins a la conquesta romana. Aquesta seria l'època de la cultura talaiòtica (de talaiot, atalaia gran), en la qual els talaiots, les taules menorquines i les navetes proliferen al voltant d'una societat guerrera, la dels baleàrics, segons la denominació emprada per diversos autors de l'antiguitat. Els historiadors clàssics van anomenar a Mallorca i Menorca "illes Gimnesies", o dels homes nus.
Avui dia se sap que el període talaiòtic és més complex i que es divideix almenys en dues fases ben diferenciades. Per altra banda, el punt de vista dominant és que el sorgiment d'aquesta cultura respon a dinàmiques internes més que no a invasions des de l'exterior. 
Un talaiot és una estructura prehistòrica, de forma generalment troncocònica, construïda amb pedres de grans dimensions col·locades en sec, de 3 a 10 metres d'alçada. Es tracta de construccions exclusives de les illes de Mallorca i Menorca. Aquests edificis han donat nom a la cultura talaiòtica. Són un element sempre present en els assentaments humans del Bronze final i de l'edat del Ferro de les illes Balears. No els trobem, en canvi, a les illes Pitiuses (Illa d'Eivissa i Formentera) on la cultura talaiòtica no s'hi va desenvolupar.
Sota el nom de talaiot s'hi engloben construccions que, tot i tenir certs trets comuns, són tipològicament diverses. A Mallorca hi ha talaiots de planta circular (els més comuns) i de planta quadrada. Tant uns com els altres presenten generalment un espai interior de planta circular, força ampli, amb una columna central que serveix per sustentar la coberta, construïda a base de grans lloses de pedra disposades de forma radial. Un bon exemple dels talaiots mallorquins el trobem al poblat de Son Fornés. Els talaiots menorquins presenten una major diversitat tipològica, tot i que els talaiots de planta quadrada hi són gairebé desconeguts. No disposen, en general, d'uns espais interiors tan amplis: alguns d'ells presenten corredors que els travessen de banda a banda; o bé passadissos que porten fins a cambres de dimensions més o menys reduïdes. En la major part dels casos, malgrat tot, sembla que l'espai útil (al contrari del que succeeix a Mallorca) es trobava a la part de dalt de l'edifici. A Menorca trobem, per altra banda, alguns talaiots més grans que els de Mallorca, com per exemple el talaiot oest de Cornia Nou, el de Trepucó o el de Torelló (Menorca).
En el cas dels talaiots mallorquins, amb els seus grans espais interns, s'ha proposat que podria tractar-se d'espais comunitaris, on es redistribuirien els aliments entre tots els membres de la comunitat. Els talaiots menorquins presenten una estructura bastant diferent, de forma que es fa difícil interpretar-los de la mateixa manera. Alguns dels talaiots d'aquesta illa es poden interpretar com estructures defensives, però n'hi ha d'altres que, per la seva situació i la seva estructura, semblen edificis monumentals amb una gran càrrega simbòlica, destinats potser a representar el poder de certs individus o grups socials. És el cas, per exemple, del gran talaiot oest de Cornia Nou, que presenta una ampla escala descoberta, al costat sud.
A Mallorca existeix una ruta dels talaiots amb 6 intineraris, creada pel Consell Insular de Mallorca i promoguda per la conselleria de turisme a la guia "L'altra Mallorca". Alguns dels talaiots més espectaculars de Mallorca, excavats i oberts al públic, els trobem als jaciments de Son Fornés, L'Hospitalet Vell o al poblat talaiòtic de Capocorb Vell.
La candidatura de la Menorca Talaiòtica a patrimoni mundial, promoguda pel Consell Insular de Menorca, inclou també nombrosos poblats talaiòtics amb talaiots ben conservats, com els de Torralba d'en Salort, Trepucó, Torre d'en Galmés, Montefí o Cornia Nou, que es troben oberts al públic.

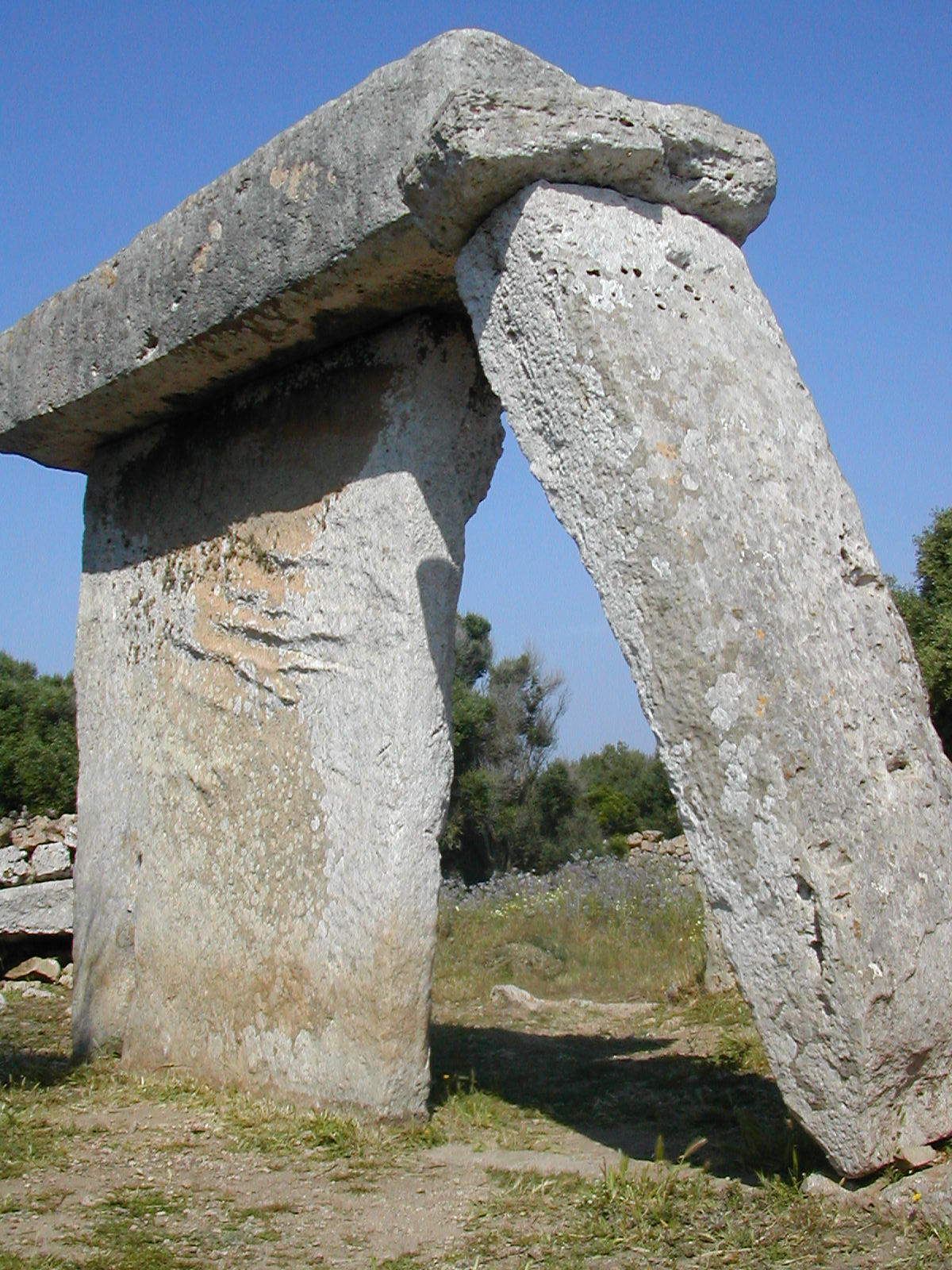
Taula de Talatí de Dalt, poblat talaiòtic de Menorca

### Antecedents
Hi ha proves de què el primer poblament humà a les Illes Balears (Mallorca i Menorca) data del III mil·lenni abans de la nostra era. Aquests colons podrien provenir del sud de França o de les costes orientals de la península Ibèrica. Malgrat tot, l'origen dels primers pobladors de les Illes Balears no és, ni de bon tros, un tema tancat.
Entre el 2200 i el 1900 aC arriben influències de la cultura del vas campaniforme (només a Mallorca, no a Menorca), que en aquesta època es difonia per Europa, el nord d'Àfrica i la Mediterrània.
A partir de mitjans del II mil·lenni s'observen canvis en aquestes comunitats: innovacions en les tècniques de fabricació de ceràmica, millores en la metal·lúrgia del bronze (amb un augment de la producció d'armes i eines), etc.
L'etapa compresa entre l'establiment de les primeres comunitats humanes i l'aparició de la cultura talaiòtica se sol anomenar període pretalaiòtic.

### Propostes interpretatives i cronològiques
Un dels primers autors que es va ocupar de les restes materials d'aquesta cultura va ser Joan Ramis i Ramis, a la seva obra Antigüedades célticas de la isla de Menorca, que és el primer llibre en castellà íntegrament dedicat a la prehistòria.
Cal tenir en compte que el complex cultural conegut com a Talaiòtic comprèn un arc temporal molt ampli, i han estat molts els intents de sistematitzar les seves etapes i la seva cronologia. Malgrat tot, podem afirmar que hi ha, actualment, tres línies teòriques principals que intenten explicar la gènesi i evolució de la cultura talaiòtica.
La primera d'aquestes corrents, desenvolupada per Lluís Plantalamor a partir de les investigacions dutes a terme per l'equip del Museu de Menorca (i centrat a l'àmbit d'aquesta illa) segueix en part l'esquema elaborat per Guillem Rosselló-Bordoy per a la prehistòria de Mallorca. Els orígens de la cultura talaiòtica, segons aquest model, caldria buscar-los en l'aportació d'idees i models externs, ja sigui per l'arribada de nous contingents humans a l'illa o bé per contactes d'altre tipus. Aquest investigador proposa influències procedents de Sardenya on hi ha uns edificis, els nurags, que presenten alguns trets en comú amb els talaiots. Els primers talaiots es construirien cap al 1500 CAL ANE. Aquest tipus de construccions aniria evolucionant al llarg dels temps, canviant de forma i, segurament, de funció, però continuarien construint-se al llarg de l'edat el Ferro. La cultura talaiòtica no desapareixeria del tot fins a la conquesta romana i el posterior procés d'aculturació.
Plantalamor divideix la cultura talaiòtica en quatre grans períodes culturals, basats principalment en la divisió tipològica dels monuments observats.
-El Talaiòtic I començaria cap al 1500 aC i arribaria fins al 1000 aC. Es caracteritza pels grans talaiots d'estructura irregular, els monuments de secció esglaonada, els primers santuaris de taula i les primeres cases de planta circular. Els enterraments es durien a terme en navetes de planta allargada, hipogeus de planta senzilla i coves naturals amb mur ciclopi de tancament.
-El Talaiòtic II aniria del 1000 aC fins al 700 aC. Durant aquesta etapa s'abandonarien alguns dels hàbitats anteriors, i es produiria una concentració de la població en poblats voltats de muralles. Els enterraments es realitzarien en hipogeus de planta senzilla.
-El Talaiòtic III abarcaria des del 700 aC fins al 350 aC, i es caracteritza per l'ampliació de les estructures defensives dels grans poblats fortificats i l'aparició de grans cases circulars amb pati central. El talaiòtic IV seria l'última etapa, i aniria des del 350 aC fins a la conquesta romana, l'any 123 aC. Durant aquesta etapa es produeix una continuïtat respecte al període anterior, però amb una influència colonial cada vegada més accentuada.
El segon esquema cronològic ha estat desenvolupat per un grup d'investigadors de la Universitat Autònoma de Barcelona. Aquests autors consideren que les primeres manifestacions talaiòtiques es produeixen cap al 1000 CAL ANE, és a dir, de forma contemporània als últims naviformes pretalaiòtics. La cultura talaiòtica s'hauria consolidat a les illes cap al 850 aC, i a partir del 550 aC els talaiots comencen ja a abandonar-se, iniciant-se així la fase anomenada posttalaiòtica. En aquests moments s'intensificaria l'activitat agrícola, fet que permetria la producció d'excedents, a través dels quals les illes s'integrarien als circuits comercials de la Mediterrània.
Una altra d'aquestes propostes explicatives és fruit de les investigacions de Víctor M. Guerrero, Manuel Calvo i Bartomeu Salvà, de la Universitat de les Illes Balears. Per aquests autors la cultura talaiòtica és, bàsicament, una societat de l'edat del ferro, de manera que el moment de la seva gènesi no es pot situar més enllà dels segles VIII o IX aC. Així, la cultura talaiòtica seria el resultat de l'evolució interna de les societats pretalaiòtiques del bronze final, potenciada per la influència del comerç púnic al Mediterrani occidental.
Recentment ha sorgit una proposta cronològica, centrada en l'àmbit de Menorca i basada en els resultats de les darreres investigacions, que planteja que el desenvolupament de la cultura talaiòtica de Menorca presenta unes característiques prou diferenciades de la mallorquina i que el desenvolupament cronològic de totes dues podria no ser plenament sincrònic. Així, el fenomen talaiòtic a Menorca s'iniciaria cap al 1200 aC. La primera etapa d'aquesta cultura (Talaiòtic Inicial) es perllongaria fins al 500 aC i es caracteritzaria per la construcció dels elements monumentals coneguts com a talaiots, al voltant dels quals apareixen nous poblats, que substitueixen els anteriors assentaments de navetes d'habitació. L'etapa compresa entre el 500 aC i la romanització (s. I aC.) s'anomena Talaiòtic Final, i es caracteritza per una sèrie de canvis socials, possiblement relacionats amb la creixent influència del món colonial púnic. 

### La societat talaiòtica
En allò que coincideixen la majoria dels autors és en la interpretació del món talaiòtic com una societat amb una forta estratificació social i amb un accés diferenciat als recursos.
D'acord amb les proves arqueològiques, les bases econòmiques de la societat talaiòtica eren el conreu del cereals i la ramaderia de caprins (cabres i ovelles) combinada, en menor mesura, amb la cria de porcs i vaques.
Alguns autors proposen que la concentració de la població en nuclis urbans més protegits i la construcció dels primers talaiots es va fer necessària per les pirateries dels Pobles del mar, que es mouen per la Mediterrània cap al segle xiii aC, però cal tenir en compte que no hi ha proves directes de la influència d'aquests pobles a la Mediterrània Occidental. Les fortificacions ens podrien estar parlant també d'enfrontaments entre els vilatges de les illes, cada un dels quals (almenys els més grans) constituïa potser una entitat independent. Aquesta història d'enfrontaments hauria creat el poble bel·licós, molt hàbil amb la fona o bassetja del qual ens parlen les fonts escrites gregues i romanes. Durant els darrers segles del I mil·lenni abans de la nostra era, tant els púnics com els romans van utilitzar els habitants de les Illes Balears com a mercenaris en diferents conflictes: Guerres Púniques, etc.
Se sap, a través de les fonts escrites romanes, que els natius de les illes utilitzaven un ungüent fet amb oli de llentiscle (en aquesta època no s'havia generalitzat encara l'oli d'oliva) i saïm de porc, amb el qual s'untaven el cos. Aquests autors expliquen també que els illencs anaven nus, durant l'estiu, mentre que a l'hivern es cobrien amb pells. Els balearics disposaven de mules que exportaven, potser, a altres regions, perquè també apareixen citades a les fonts com una de les peculiaritats de les illes.

### L'arquitectura talaiòtica
La població vivia en vilatges amb cases de pedra, construïdes amb pedres relativament grans, amb cambres rectangulars intercomunicades en algunes ocasions. A Menorca, a partir de l'arribada de la influència púnica, sembla generalitzar-se un tipus de casa molt característica: de planta oval o arrodonida, amb un pati central que dona accés al diferents àmbits, disposats de forma radial. S'han excavat exemples de tals habitatges a poblats com Torre d'en Galmés. Aquest tipus d'habitatge, en canvi, no el trobam a Mallorca.
Alguns dels vilatges estaven emmurallats amb blocs de pedres a manera de paret sense cap unió de fang o d'altre material. En aquestes muralles es van construir torres amb aspecte de torres de vigilància (en català es diuen talaies, d'on deriva talaiots). D'aquestes torres n'existeixen de diverses formes: rectangulars, circulars, quadrades i ovalades; i són d'altures diverses; però totes tenen un aspecte similar; es creu que la seva funció era la vigilància, en tant que s'ubicaven a les muralles, però pels casos en què se situaven al centre del vilatge semblen tenir una funció més defensiva (com una ciutadella). Les pedres utilitzades tant per les muralles com per a les torres eren d'una considerable grandària i la seva instal·lació degué exigir grans esforços. Tot i que, probablement, la seva finalitat inicial era militar, és necessari tenir en compte la possible dimensió simbòlica (com a espai de representació del poder) d'aquests elements.
A Menorca s'han comptat dos-cents seixanta-set talaiots (cal tenir en compte que cada vilatge té, almenys, un talaiot), vint-i-cinc taules, seixanta-quatre navetes i sis-cents noranta-una troballes diverses, gairebé totes a la meitat sud.
Una altra construcció típica del talaiòtic són les anomenades navetes d'enterrament. Es tracta d'una espècie de naus de pedra, de forma trapezoïdal i quasi rectangular, com una nau invertida. Disposaven d'una petita obertura, i estaven destinades exclusivament a l'enterrament col·lectiu. Apareixen només a Menorca. A Mallorca s'han trobat navetes per enterraments individuals, més tardanes i força diferents. Els cadàvers es col·locaven en forma semblant a la fetal. L'enterrament en aquestos monuments no excloïa el que continuaren practicant-se enterraments en coves, però el sistema es feia més complex: les coves, excavades artificialment, són cada vegada més grans i, per tant, ja convenia col·locar-hi bigues i puntals.
Les diferències de sistema d'enterrament no semblen respondre ni a diferències ètniques ni cronològiques, les possibles diferències polítiques, religioses o socials no són perceptibles. Se sap que existien alguns santuaris on se sacrificaven animals, i es percep un incipient culte al bou que, segons certs autors, podria indicar una influència cretenca, car s'ha trobat també alguna construcció de columna amb capitell típica de l'art minoic de Creta.
Finalment, l'altre monument característic és el recinte de taula, exclusiu de Menorca, consistent en un edifici de planta en forma de ferradura. Al centre d'aquesta estructura s'hi dreça una enorme columna monolítica sobre la qual reposa un capitell descomunal, amb un aspecte semblant a una taula. Tenien caràcter religiós però es desconeix la seva funció exacta. Una de les primeres hipòtesis apuntava la possibilitat que servissin per realitzar sacrificis, però aquesta teoria ha quedat descartada per manca de proves que la recolzin.

### La ceràmica talaiòtica
La ceràmica talaiòtica és sempre feta a mà, donat que no es coneixia el torn. El sistema de cocció també era força primitiu, tot i que a les etapes finals es troben proves de la utilització de forns tancats. En conseqüència, la ceràmica pròpia d'aquesta cultura presenta un aspecte molt característic: taques de colors diferents (marró i gris) producte de la cocció irregular i desgreixant calcari, de color blanc, molt visible. Els atuells ceràmics, molt abundants, mostren una gran diversitat tipològica: vasos troncocònics, olles globulars, olles carenades, grans contenidors pitoides, etc. S'observen algunes diferències, a nivell tipològic, entre la ceràmica de Mallorca i la de Menorca.

### Altres produccions (indústria òssia, lítica i metal·lúrgica)
Són freqüents, al registre arqueològic d'època talaiòtica, altres tipus d'objectes: punxons i espàtules d'os, molins de vaivé de pedra sorrenca (molons), elements de bronze i, a partir de mitjans del primer mil·lenni aC, de ferro (eines, armes, ornaments personals).

## Prehistòria del País Valencià

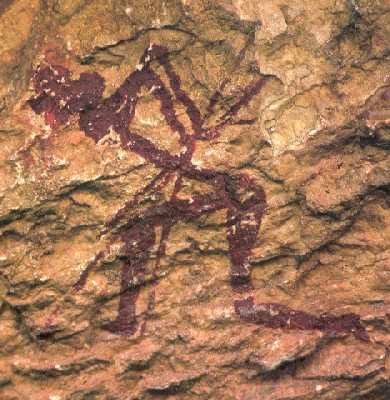
Pintura rupestre del barranc de la Valltorta, l'Alt Maestrat.

La prehistòria al País Valencià fa referència al període que compren des del Paleolític (entorn del 350.000 aC), amb l'aparició dels primers pobladors, fins a l'ocupació dels pobles colonitzadors (grecs, fenicis i cartaginesos; al voltant del 500 aC), en l'actual territori del País Valencià.
Al voltant de l'any 350.000 aC es documenta la presència dels primers pobladors a l'actual territori del País Valencià, en la Cova de Bolomor. Sobre el 50.000 aC els neandertals van ocupar la regió, portant una vida completament nòmada. La Cova Negra representa bé aquest període. Entorn del 30.000 aC els neandertals es van extingir, i la regió llevantina fou un dels últims territoris que van ocupar, donant pas a l'ésser humà anatòmicament modern. Aquest canvi va suposar una millora en l'economia i en la tecnologia emprada, i l'art va fer les seues primeres aparicions. Al contrari que en altres regions de la península Ibèrica, com en la Cornisa Cantàbrica, on l'art parietal va ser predominant, en el territori valencià l'art paleolític més comú va ser l'art moble, sent la Cova del Parpalló un referent a nivell mundial.
Amb l'arribada de l'agricultura i la ramaderia va començar el Neolític (5500 aC aprox.), sent el País Valencià un dels seus primers testimonis. Es va introduir la ceràmica, destacant la ceràmica cardial a la Mediterrània, i es van poblar assentaments importants com la Cova de l'Or o el Mas d'Is. També l'art rupestre es troba ben representat, sent abundant en regions com la Valltorta o el Pla de Petracos, aquest últim Patrimoni de la Humanitat.

### Paleolític

#### Paleolític Inferior
Els primers vestigis de poblament humà trobats a l'actual País Valencià daten del Paleolític inferior, sent els més antics trobats fins ara els de la Cova de Bolomor (Tavernes de la Valldigna, la Safor). Es tracta d'eines i ossos de preses datats entorn del 350.000 aC. Encara que no siguen directament fòssils humans, s'associen estretament amb l'activitat d'homínids anteneandertales.
Les primeres proves de foc controlat al País Valenciana també es documenten a la Cova de Bolomor, i daten entorn del 250.000 aC. No obstant això, és possible que la presència humana a la regió date de temps més antic, ja que les primeres restes d'homínids en altres llocs de la península Ibèrica tenen una antiguitat de 800.000 anys, i les primeres proves de foc a centreuropa tenen aproximadament mig milió d'anys.

#### Paleolític mitjà
S'han recuperat restes de l'home de Neandertal pertanyents al Paleolític mitjà datats entre el 60.000 i el 30.000 aC. Les proves trobades en els jaciments suggereixen que eren nòmades, vivien en cavernes, es dedicaven a la caça i la recol·lecció, i realitzaven cultes funeraris senzills. Entre les preses que caçaven es troben senglars, cérvols, cabres salvatges, daines, o cavalls, competint amb altres depredadors com el lleopard, l'ós bru o el llop, del qual també s'han trobat restes en els jaciments valencians.
A més de pintures rupestres, s'han trobat multitud d'eines de pedra de tècnica mosteriana. Aquests estris lítics amb prou feines van patir variacions en les seues característiques durant el Paleolític mitjà i Inferior, es creu que no van evolucionar durant 200.000 anys. No obstant això, els neandertals també utilitzaven elements orgànics com llances de fusta, dels que amb prou feines es té constància en els jaciments. No obstant això, es creu que aquestes eines van poder exercir un paper molt important per a la supervivència d'aquests grups.
Durant aquest període el nombre de jaciments augmenta al llarg de la regió, destacant especialment la Cova Negra (Xàtiva), el més important d'aquest període. Altres jaciments d'interés són El Salt (Alcoi), la Cova de Beneito (Muro del Comtat) i la cova del Cochino (Villena), concentrant-se aquests al sud del País El setembre de 2009 es van localitzar al jaciment de la Solana de las Pilillas (Requena) importants restes d'útils neandertals entre els quals hi ha rascadores, denticulats i perforadors, restes de talla i fragments de carbons, en bon estat de conservació, datats del 50.000 aC. Aquest jaciment és un dels pocs d'aquest període situats a l'aire lliure al País Valencià.
A la fi del Paleolític mitjà, al voltant de l'any 40.000 aC, s'inicia l'expansió de l'home de Cromanyó (Homo sapiens) per tot Europa, i durant un període aproximat de 10.000 anys les dues espècies d'homínids, els neandertals i els cromanyons, van coexistir en les mateixes regions. Aquesta expansió va provocar l'extinció dels neandertals entorn del 30.000 aC, l'última presència es documenta en les regions del sud de la península Ibèrica, incloent el territori valencià. En ser l'última regió ocupada pels cromanyons, el final del Paleolític mitjà es va retardar en comparació amb el nord de la península, a causa de l'aparició més tardana de la indústria lligada a aquests. A més, al territori valencià aquest canvi es produeix de forma ràpida i radical.

#### Paleolític Superior

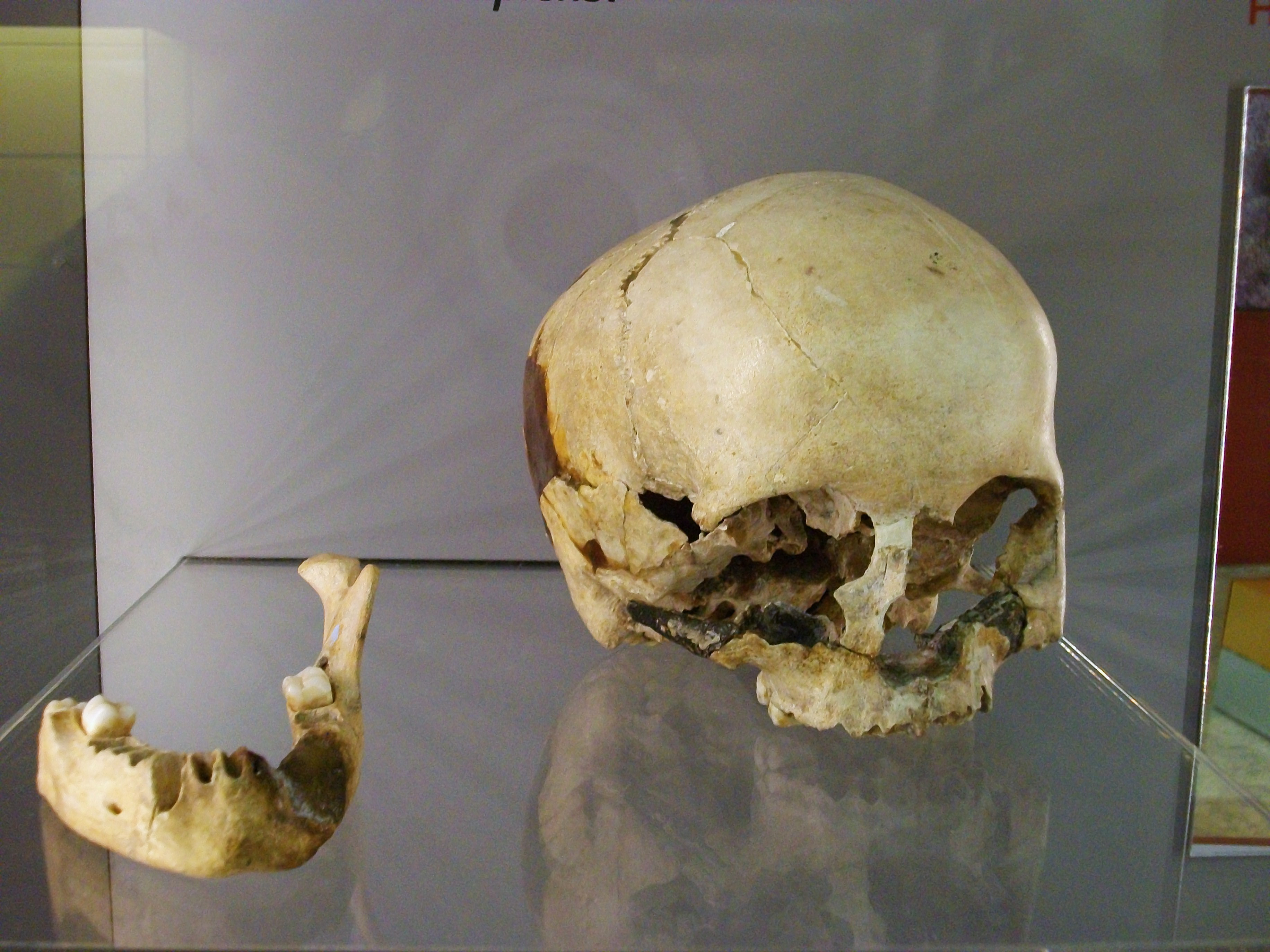
Restes d'Homo Sapiens del Paleolític Superior, procedents de la cova del Parpalló, Museu de Prehistòria de València.

Amb l'arribada dels cromanyons (humans anatòmicament moderns) s'inicia el Paleolític Superior. Hi va haver canvis significatius pel que fa als neandertals, com una tecnologia i caça més especialitzada, poblacions menys nòmades, l'optimització en la gestió de recursos o el desenvolupament de l'art. Les condicions climàtiques durant aquest període van ser molt severes per als pobladors, ja que el planeta va travessar dues glaciacions, denominades Würm II i Würm III.
El primer lloc, la tecnologia neandertal va ser substituïda per un sistema de talla laminar. Aquest sistema consistia en l'extracció de làmines a partir de nuclis lítics expressament preparats per a això. Es tallava generalment sílex, i es confeccionaven útils com agulles, atzagaies, o punxons, a més d'elements decoratius com penjolls fets a partir de dents o petxines als quals se'ls practicaven perforacions.
De la mateixa manera la caça es va especialitzar. En les planes es dedicaven a caçar cérvols, mentre que en les regions muntanyoses caçaven cabres salvatges. Aquesta explotació selectiva per a cada tipus de regions i la recerca de recursos de caràcter fix va implicar una mobilitat més reduïda a nivell grupal. També caçaven preses de menor grandària, principalment el conill en el territori valencià. Això no significa que els neandertals no tingueren la destresa suficient per caçar-los, ja que en els jaciments s'han trobat restes de conill amb evidents senyals de consum humà, la principal diferència rau en la quantitat, ja que els neandertals només ho consumien de manera ocasional, mentre que existeixen jaciments d'assentaments de cromanyons on el conill sobrepassa el 80% de les restes identificades.
Els jaciments valencians fins al Paleolític Superior són escassos i estan concentrats al sud del país, sobretot en la regió de les comarques centrals. Entre els jaciments més importants d'aquest període es poden esmentar les coves de Parpalló i Meravelles a Gandia i la Cova dels Rates Penades a Ròtova

##### Art del Paleolític Superior

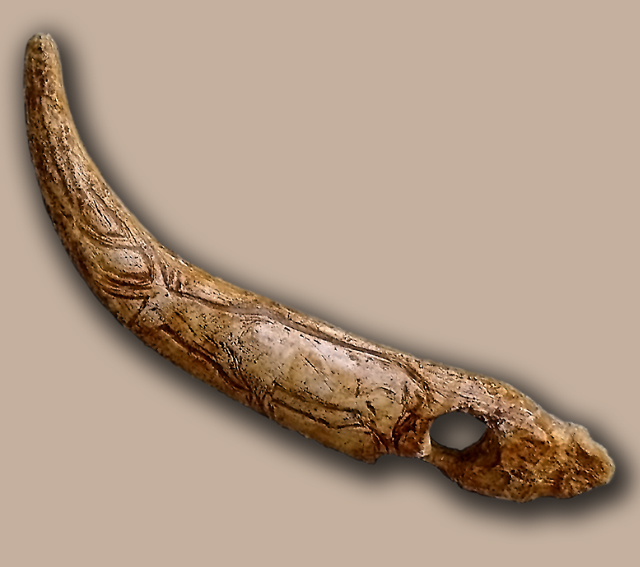
Cérvol gravat en un bastó perforat, exemple d'art moble.

Durant aquest període es desenvolupa l'art paleolític a la regió del País Valencià. En el Paleolític Superior, l'art més conegut i que compta amb major representació a la península Ibèrica és l'art parietal o rupestre (pintat en les parets de les coves, com a la cova d'Altamira). Al País Valencià hi ha diverses coves on es pot observar aquest tipus d'art paleolític, com ho són la Cova Fosca (Vall d'Ebo), Cova de Reinós (Famorca), Abric d'En Melià (Castelló), i les coves de Parpalló i Meravelles (Gandia).
No obstant això, l'art paleolític predominant al territori valencià és l'art moble, és a dir, objectes artístics mòbils que es poden transportar. La Cova del Parpalló, a Gandia, és un referent a nivell mundial en aquest tipus d'art, destacant la gran quantitat de plaquetes decorades, i en les que amb bastant freqüència es troben marques i motius decoratius en atzagaies, punxons o arpons.
Aquest desenvolupament de l'art està associat a l'augment de la complexitat de les societats i al creixement demogràfic, actuant com a símbol d'identitat, tant grupal com individual.

### Epipaleolític
Durant l'Epipaleolític, o Mesolític, les condicions climàtiques es van suavitzar. Els períodes glacials del Paleolític Superior van concloure i el planeta va entrar en l'època geològica actual, l'Holocé. Això va provocar que els boscos començaren a expandir-se, i que els pols retrocediren, causant un augment del nivell del mar fins a cotes similars a les actuals.
La millora en la situació climàtica va augmentar la disponibilitat de recursos, tant animals com vegetals. Entre els recursos consumits es troben de muntanya (cabra salvatge, senglar, conill), vegetals (fruites, baies, arrels), i marins (peix, caragols, bivalves).
En aquest període els assentaments són de menor durada, degut sobretot a moviments estacionals. Augmenten els assentaments prop de les costes i al voltant dels rius, així com en marjals i albuferes, amb economies dependents dels recursos aquàtics. A més, els jaciments a l'aire lliure són més freqüents que en períodes anteriors. Exemples d'aquest tipus d'assentament són la Casa de Lara (Villena) i Estany Gran (Almenara).
L'utillatge exerceix un paper important, de fet, l'Epipaleolític al territori valencià es pot dividir en dos períodes (denominats complexos), segons el tipus de talla predominant. El primer d'aquestos destaca per la utilització de la talla microlaminar, que va substituir l'os en la fabricació d'armes. No obstant això, entorn del 6500 aC aquest tipus de talla és substituïda, i comencen a predominar els elements geomètrics en les eines. Sobre la base dels treballs de F. J. Fortea, aquest últim complex es pot subdividir al seu torn en tres fases, diferenciant segons la figura geomètrica dominant. La primera fase es caracteritza per l'abundància de trapezis, la segona pels triangles, i finalment la tercera per elements geomètrics de doble bisell.
Durant l'Epipaleolític es va produir una expansió important d'assentaments al País Valencià, augmentant en gran manera el seu nombre (es coneixen al voltant de trenta) i fins i tot sorgint alguns dispersos per la província de Castelló, on amb prou feines es registren jaciments en períodes anteriors. Entre els més importants hi ha la Cova de la Cocina (Dosaigües) i la Cova Fosca (Maestrat), encara que també destaquen la Cova de Santa Maira (Castell de Castells), el Tossal de la Roca (Vall d'Alcalà), l'Abric de les Malladetes (Barx), la Cova dels Balus (La Vall d'Uixó) o la Cova Matutano (Vilafamés). La Cova de la Cocina destaca pels nombrosos instruments de sílex, sobretot sagetes, i per les plaques de pedra amb dibuixos geomètrics, i la Cova Fosca per les seues nombroses pintures rupestres amb figures de mida petita i de colors foscos, que mostren escenes de caça i lluita, mostrant sempre a un grup d'individus i mai a un d'ells aïllat.

### Neolític

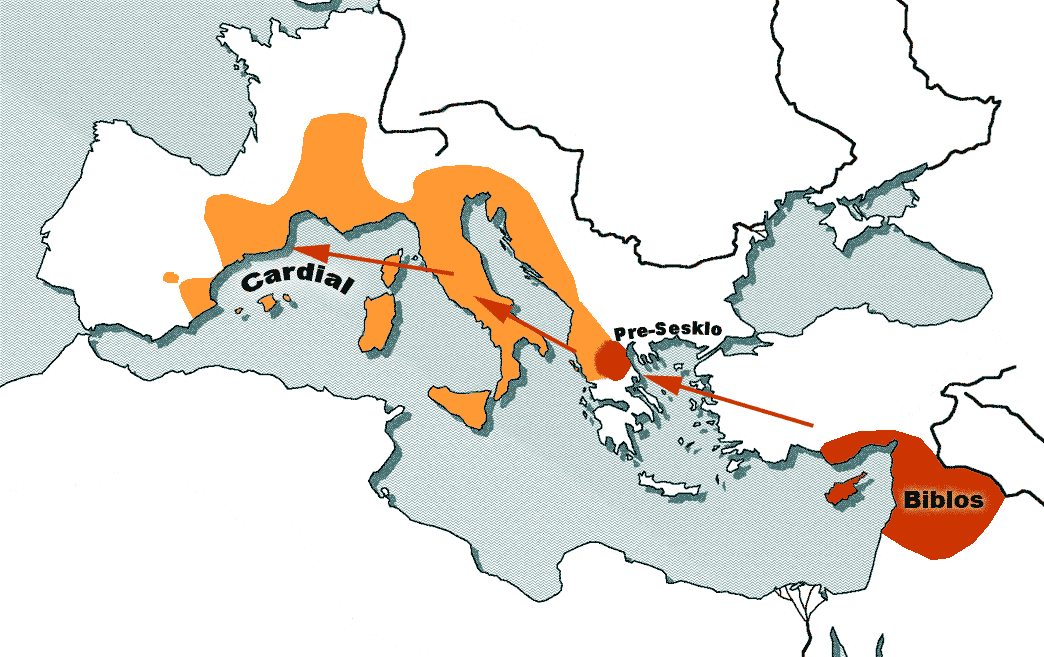
Mapa de la difusió de la ceràmica cardial en el Neolític. Especial importància en tot el mediterrani, incloent el País Valencià.

El neolític va arribar al Llevant peninsular entorn del 5550 aC, tractant-se d'un dels primers testimonis en la península Ibèrica. Durant aquest període es desenvolupen nous sistemes de producció i materials com ara la ceràmica i la pedra polida. A més, a causa de la introducció de l'agricultura i la ramaderia succeeixen canvis en la manera d'alimentació, en el poblament i en l'organització territorial. A la regió de les comarques centrals es documenten alguns dels jaciments més importants de tota la Mediterrània occidental.
El sistema econòmic va suposar un canvi important pel que fa al període anterior. Les societats caçadores i recol·lectores són cada vegada més escasses en favor de les societats sedentàries, a causa de la introducció de l'agricultura. Aquest fet queda patent amb la construcció de grans ceràmiques i sitges amb l'objectiu d'emmagatzemar els excedents de gra. Les proves indiquen que l'agricultura es basava sobretot en la producció de blat, ordi i lleguminoses. Amb el Neolític també sorgeix la ramaderia, destacant l'ovella, la cabra i el porc com a principals espècies.

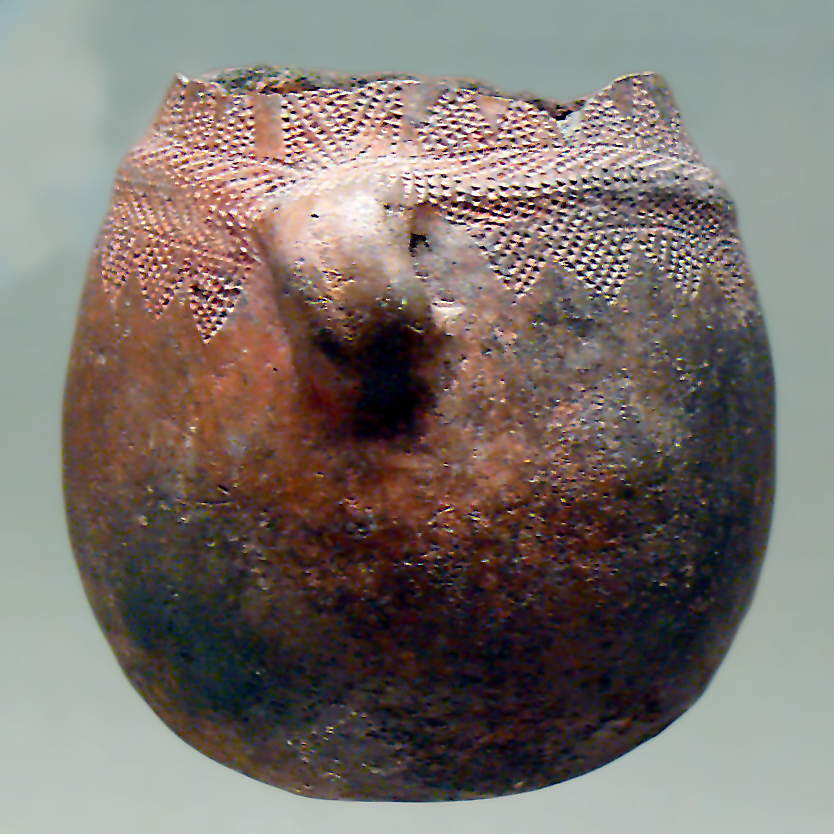
Bol de ceràmica cardial trobat en la cova de La Sarsa, Bocairent.

La característica més destacada de començaments del Neolític en tota la regió mediterrània és l'aparició de la ceràmica, en concret de l'anomenada ceràmica cardial. En aquest tipus de ceràmica són característiques les decoracions mitjançant impressió de petxines d'escopinya (Cardium edule). A la Cova de la Sarsa s'han trobat restes humanes que indiquen rituals funeraris, els enterraments estan acompanyats per ceràmiques decorades d'aquest tipus.
No obstant això, aquesta característica no va perdurar durant tot el Neolític. De fet, el període es pot dividir en quatre fases segons el tipus de ceràmica fabricada: entre el 5600 i el 5200 aC predomina la ceràmica cardial, sent la ceràmica no cardial la dominant fins al 5000 aC; des del 5000 fins al 4500 aC són característiques les ceràmiques pentinades, i des de llavors fins al 3200 aC les ceràmiques llises.
Altres materials d'importància són els fabricats a partir de pedra polida, com aixades i destrals, a més d'enormes làmines de sílex. La introducció de l'agricultura també va influir en la fabricació de materials, ja que s'han trobat culleres, espàtules, i altres estris relacionats amb aquesta activitat.
Els primers pobladors d'aquest període es van assentar en regions on aparentment no hi ha jaciments epipaleolítics. La majoria dels assentaments coneguts són en cova, encara que existeixen alguns a l'aire lliure de gran importància, com el Mas d'Is. Els assentaments es distribueixen en tres focus principals: un prop de la costa, com la Cova del Llop (Gandia), Cova de les Cendres (Teulada), o la Cova Ampla del Montgó (Xàbia), un altre més a l'interior, com la Cova de l'Or, la Cova de la Sarsa, o el Mas d'Is, i un altre a la província de Castelló, com la Cova Fosca, la Cova de les Bruixes (Rossell), i la Coveta de Can Ballester (Vall d'Uixó), entre d'altres. La Cova de l'Or, a Beniarrés, és un referent del Neolític mediterrani. En ella s'han trobat nombroses ceràmiques, que mitjançant la prova del carboni-14 en restes de cereals carbonitzats, s'han datat entre el 5750 i el 5050 aC

#### Art rupestre
En les primeres etapes del Neolític l'art rupestre, també anomenat art parietal, va començar a adquirir una major rellevància a tot el territori llevantí.
Aquest tipus d'art es pot dividir en tres horitzons. El més antic, denominat art macroesquemàtic, està estretament associat a les primeres poblacions neolítiques. El segueix l'art llevantí, un tipus d'art naturalista i narratiu, caracteritzat per multitud d'escenes de caça. Finalment, l'art esquemàtic, que s'inicia a la fi del Neolític però perdura fins a l'Edat dels Metalls, en el qual destaca la caracterització d'humans i animals mitjançant línies molt bàsiques.
L'art macroesquemàtic es concentra sobretot a la regió compresa per les serres d'Aitana, Mariola i Benicadell. Un dels conjunts més rellevants, no només en aquest tipus d'art, sinó l'art rupestre en general a la península Ibèrica, és Pla de Petracos, pròxim a la localitat de Castell de Castells, Marina Alta. Aquest conjunt és Patrimoni de la Humanitat des de l'any 1998, juntament amb altres abrics importants de la regió llevantina. El Pla de Petracos posseeix un gran nombre de cavitats, les pintures es troben en bon estat de conservació. Aquestes representen la manera de vida i les creences dels pobladors del Neolític, caracteritzant l'agricultura, la ramaderia i la utilització del complex com santuari religiós, sovint relacionat amb mites sobre la fertilitat de les terres.
L'art Llevantí es troba àmpliament representat, principalment en els nuclis de Valltorta-Gasulla i Bicorb.

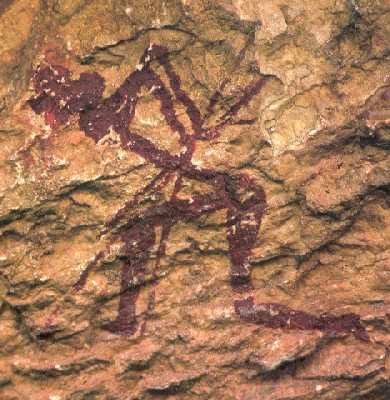
Pintura rupestre en Valltorta, pròxim a la localitat d'Albocàsser. La figura representa un arquer.
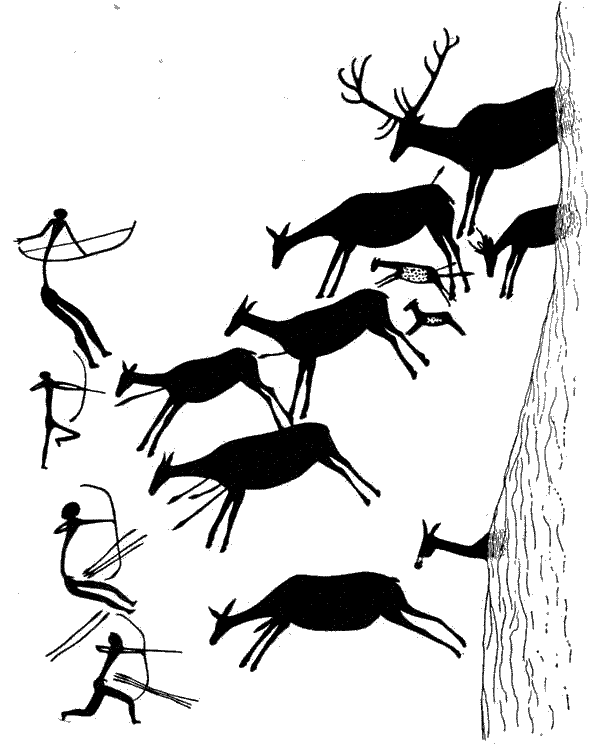
Dibuix d'Hugo Obermaier en el qual es representa una escena de caça de la Cova dels Cavalls (Valltorta), exemple d'art Llevantí.
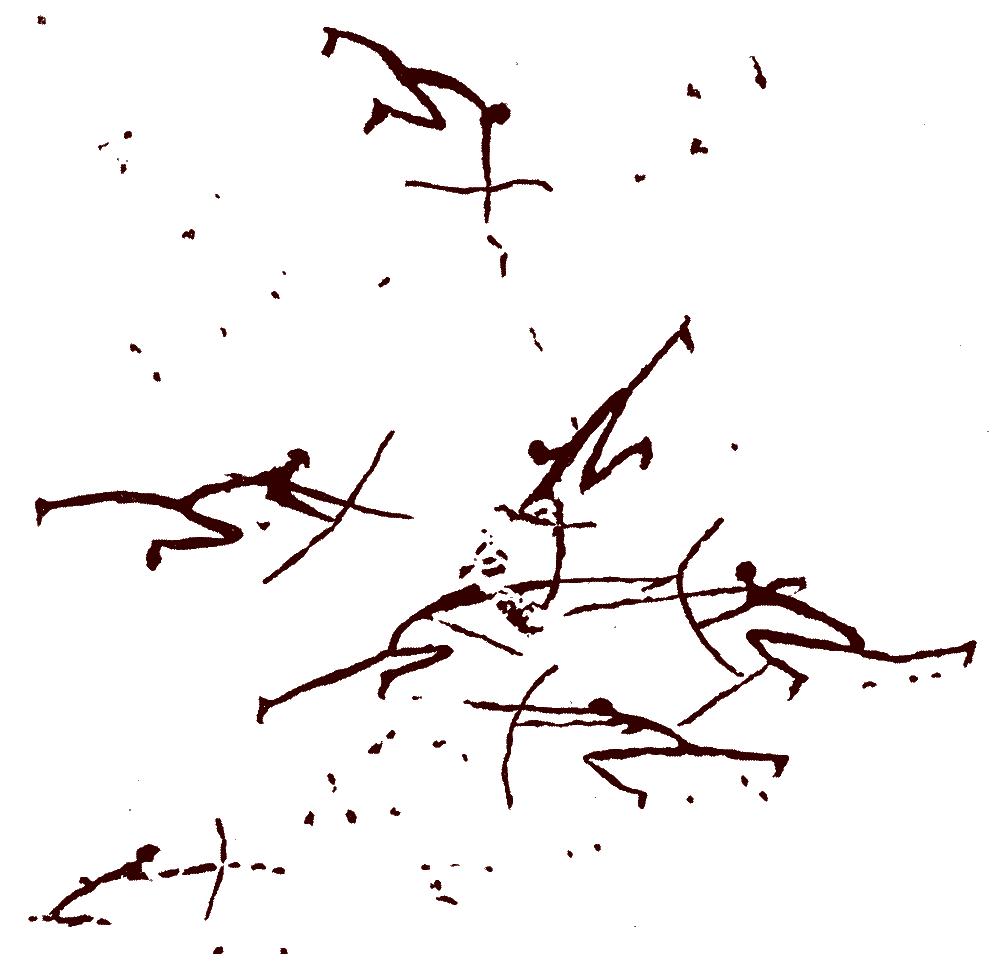
Dibuix que mostra un combat entre arquers. Morella la Vella, Ports.
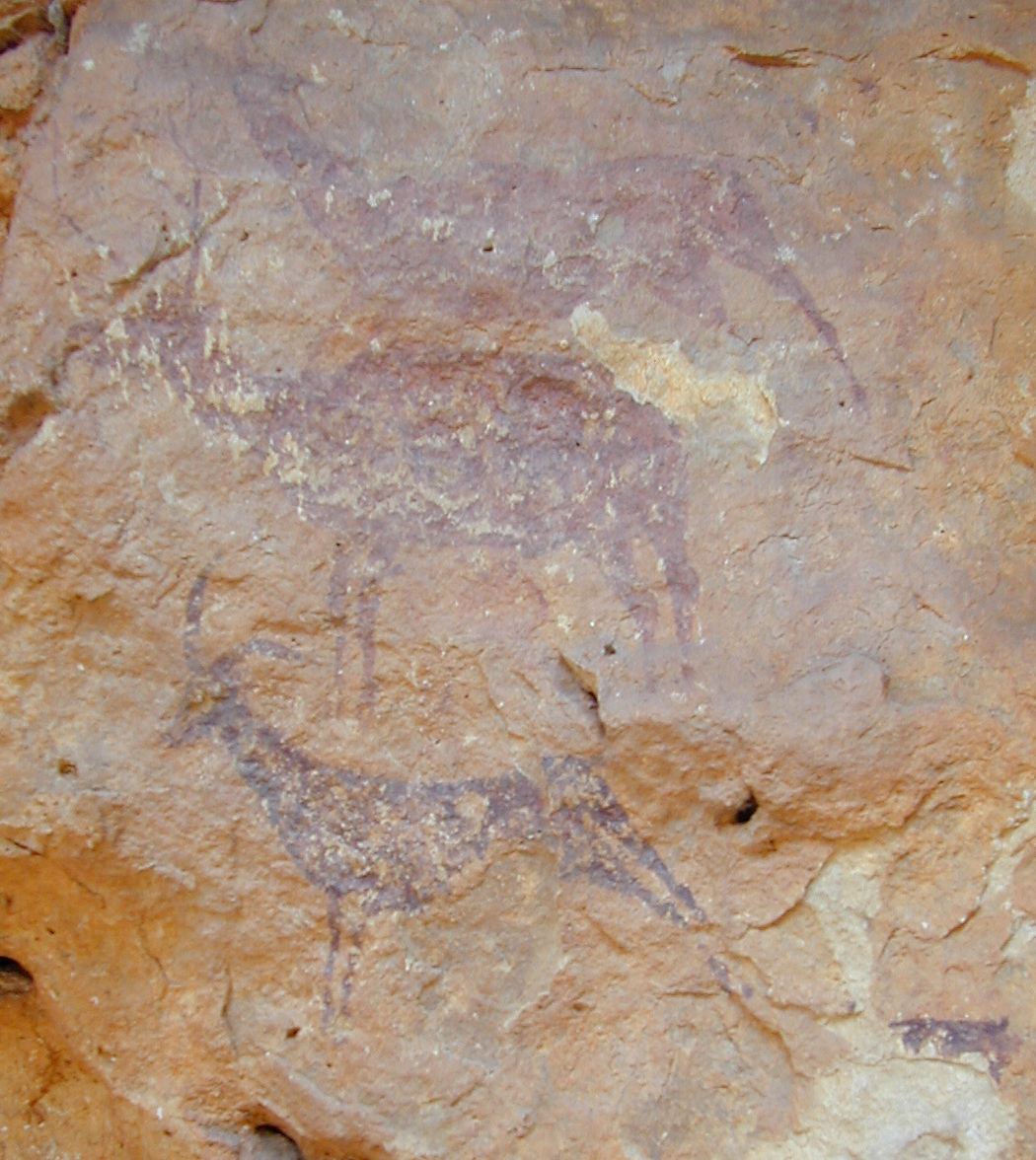
Cova de l'Aranya

### Calcolític

Jaciments on, fins a 1974, es van trobar objectes de la cultura campaniforme.^{, p.69}

El Calcolític/Eneolític (o Edat del Coure) valencià comença amb l'arribada dels primers metalls, tractant-se d'un període de transició a l'Edat del Bronze. En funció dels estils ceràmics pot dividir-se en dos períodes: Eneolític, des del 3900 aC fins al 2600 aC, i Calcolític Campaniforme, del 2600 aC al 2100 aC.
La caça és una activitat cada vegada menys exercida, tot i que encara hi ha indicis de la seua pràctica en alguns jaciments d'aquest període. És més comú, però, el cultiu de cereals i llegums, així com l'aprofitament del bestiar i dels productes derivats d'aquest, com la llet o la llana. Proves d'aquesta expansió agrària són les grans sitges de Niuet i Les Jovades, tots dos pròxims a la localitat de l'Alqueria d'Asnar.
La ceràmica campaniforme comença a prosperar. Aquest tipus de ceràmica es caracteritza per presentar vasos acampanats de profunditat considerable. Es pot observar l'evolució que presenten les tècniques de decoració d'aquestes ceràmiques, des d'un estil de ceràmica cordada (clavant cordes o teixits) i puntes (alineacions geomètriques), fins a una ceràmica d'incisió (realitzada amb eines punxants). Altres materials presents en aquest període són les armes de coure, com ara punyals de llengüeta i puntes de Palmela, les quals són una evidència de la transició a l'Edat del Bronze.
El nombre de poblats s'incrementa en gran manera, imperant els assentaments a l'aire lliure i sovint propers als rius. Les cases dels poblats comencen a adquirir robustesa i consistència, habitualment construïdes de fang en combinació amb vegetals, i de vegades al costat d'un sòcol de pedra com base. Aquestes estructures poden presentar dues formes predominants: rectangulars o circulars (o ovalades). A l'Ereta del Pedregal (Navarrés) es poden observar multitud de cases rectangulars, mentre que a l'assentament de les Moreres (Crevillent) abunden les estructures circulars i ovalades. Aquest últim assentament es troba a més envoltat per una muralla amb baluards, cosa que, junt amb l'augment d'assentaments en zones elevades (com la Rambla Castellarda, a Llíria), evidencia la preocupació defensiva que començava a prosperar durant aquest període i que s'intensificarà durant l'Edat del Bronze.

#### Coves d'enterrament
Mentre que a la resta de la península Ibèrica comença a difondre's el megalitisme, durant el Calcolític valencià sorgeixen les coves d'enterrament. En general, en aquestes cavitats o esquerdes naturals s'enterraven col·lectivament als morts, juntament amb un gran nombre d'estris i objectes d'adorn. De vegades s'empraven per a aquesta finalitat les fosses o les sitges utilitzades per emmagatzemar gra dins del poblat.
Entre els objectes trobats en les coves d'enterrament es troben puntes de sageta de sílex, destrals, aixes, ceràmiques campaniformes (tant pentinades com llises), i una gran varietat d'elements d'adorn, com penjolls, ullals, collarets o petxines. A més, els objectes de coure són cada vegada més diversos; d'aquest material s'han trobat ganivets, punyals, cisells, o punxons, entre altres elements.

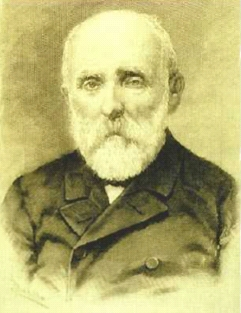
El prehistoriador valencià Joan Vilanova i Piera.

Pel que fa als jaciments, potser la troballa més important en aquest tipus de coves corresponga a Les Llometes, al terme municipal d'Alcoi. En 1884, l'arqueòleg i naturalista valencià Joan Vilanova i Piera i l'enginyer Enric Vilaplana Juliá van explorar aquesta cavitat per primera vegada. Remigio Vicedo recull les memòries originals preses pels dos exploradors, el treball comença amb el descobriment casual de la cavitat per part d'uns treballadors que es trobaven a la zona:
| «                                                                                            | A primeros de octubre de 1884 y al arrancar una piedra de la superficie en la loma denominada «Les Llometes», fue descubierta una concavidad que llamó la atención de los que allí trabajaban por la circunstancia de encontrar en su superficie interior seis esqueletos humanos, reposando cada cráneo en una olla de barro tan flojo que se deshizo en pedazos al poco esfuerzo a que se la sometió. Al no encontrar dinero ni medallas, revolvieron el terreno y se pudo recoger entre tierra y huesos algunas herramientas de cobre puro... | » |
| — Vilanova i Piera, J.; Vilaplana Juliá, E. La gruta de 'Les Llometes' en Alcoy, 1884., p.41 | |   |

Durant aquesta primera exploració es van trobar sobretot útils de pedra (puntes de sageta, ganivets de sílex, burils, destrals i aixes), així com cranis d'humans enterrats i materials d'os i de coure, en menor proporció. Una part d'aquests materials es troba al Museu Arqueològic Municipal d'Alcoi.
El 1958 la cova torna a ser explorada i estudiada. S'hi van trobar múltiples estris (com ganivets, destrals, espàtules o puntes de sageta), ceràmiques i elements d'adorn (penjolls i collarets), a més de 24 cossos humans enterrats.
En algunes coves llevantines s'han trobat els anomenats «ídols oculats». Es tracta de representacions humanes senzilles practicades en els ossos dels individus enterrats, amb dos patrons circulars que simbolitzen els ulls. El cas més significatiu és el de la «Cova de la Pastora», també a Alcoi, on es va trobar un dels conjunts més amplis d'aquests elements, a més de setanta-cinc cossos inhumats.
Altres jaciments d'importància són la Cova Santa (Vallada), on es van trobar nou cossos inhumats, o la Cova dels Gats (Alzira), tots dos amb abundants ceràmiques i objectes d'adorn.

### Edat del Bronze
Amb la introducció del bronze per a la fabricació d'eines s'inicia l'Edat homònima. L'agricultura es desenvolupa, els assentaments són cada vegada més complexos, i les societats es comencen a jerarquitzar. La ceràmica és el material més abundant, encara que també són significatius els útils de pedra i os. Sorgeix la metal·lúrgia, sent el tret distintiu principal d'aquest període, i s'inicia tímidament la producció tèxtil. Els assentaments es localitzen en general en zones elevades i presenten muralles de pedra.
La seua datació és objecte de discussió, encara que en general tots els autors accepten que la seua durada és d'un mil·lenni. En canvi, segons quins autors el seu inici pot oscil·lar, sent el més acceptat el seu començament al voltant del 2200 aC i la seua finalització al voltant del 1000 aC.
 Dins d'aquest període s'ha definit el Bronze Valencià (2200 aC - 1500 aC) i el Bronze Tardà (1.500 aC - 1000 aC). A més, com les fronteres entre l'Edat del Bronze i l'Edat del Ferro es mostren en certa manera difuminades, s'ha definit el Bronze Final (1000 aC - 800 aC aproximadament) com una etapa de transició.

#### Bronze Valencià
| «                                                                 | «Estamos ante una civilización que tendió al estancamiento, que no se renovó, que vivió durante siglos bajo módulos parecidos.» | » |
| — Miquel Tarradell. La Cultura del Bronce Valenciano, 1969, p.26. | |   |

Miquel Tarradell va identificar el Bronze Valencià en la dècada de 1960 com una cultura pròpia de la regió valenciana, i independent de la cultura argàrica provinent d'Almeria. Les característiques que diferencien al Bronze Valencià són principalment l'absència d'enterraments sota les cases, l'escassetat d'elements metàl·lics, i la inexistència d'alguns objectes ceràmics, com ara copes o elements carenats.
Aquest concepte continua vigent en l'actualitat, encara que amb alguns matisos que altres prehistoriadors han introduït. No obstant això, encara que el nord i el centre del País presenten objectes de la cultura del Bronze Valencià, la província d'Alacant rep fortes influències de la cultura argàrica, fins al punt que certs materials són considerats pertanyents a aquesta, com succeeix a les comarques del Baix Vinalopó i el Baix Segura. Del Bronze Tardà es té poca informació al País Valencià a causa de l'ús de materials tous i poc duradors, encara que s'ha documentat l'existència d'activitat social i comercial.
L'agricultura i la ramaderia són les activitats econòmiques principals. Els conreus van augmentar el seu rendiment i producció, degut sobretot a la inclusió de noves espècies i a l'alternança entre cereals i llegums. La introducció de l'arada va permetre una agricultura extensiva de secà. Quant a la ramaderia, aquesta es basava en la cria de cabres i ovelles, ja que se'n pot aprofitar la llet i els seus derivats (formatge i iogurts), així com la carn i la llana. També es criaven, encara que en menor proporció, porcs, cavalls, o bous, aquest últim també utilitzat com a animal de tracció per l'arada. Ocasionalment es caçaven senglars i conills, tant per aprofitar la seua carn com per protegir els cultius.
La recerca de terres per al cultiu i el bestiar, juntament amb l'augment de la població, va conduir a una marcada explotació del territori. La principal conseqüència d'això va ser una desforestació accentuada, ja que els boscos propers a les poblacions eren aprofitats per a la construcció i l'obtenció de llenya, entre altres activitats.
La ceràmica es caracteritza per ser d'escassa qualitat i per posseir poca o nul·la decoració. Entre aquestos elements es troben bols, gerres o formatgeres. Els trets de les ceràmiques han permès identificar diferències comarcals, les quals podrien ser degudes a les adaptacions al medi que van haver de dur a terme els pobladors, així com a les influències externes de les diferents cultures. Les destrals de pedra polida continuen fabricant-se, al contrari que els elements de sílex, que deixen pràcticament de produir-se. Altres materials de pedra són els morters, maces, martell o dents de falç. També, s'han trobat alguns punxons, espàtula sobre anells fets d'os, si bé aquest material s'utilitzarà cada vegada amb menys freqüència en el territori. Alguns jaciments en els quals s'han trobat fusaioles i peses de teler, així com fibra de lli, evidencien l'inici de les activitats tèxtils.

##### Metal·lúrgia i mineria
| « | «Las transformaciones socioeconómicas que tenemos que asociar al Bronce Valenciano creemos que están unidas al desarrollo agrícola-ganadero mucho más que al metalúrgico.» | » |
| — Milagro Gil-Mascarell, La agricultura y la ganadería como vectores económicos del desarrollo del Bronce Valenciano, 1992. | |   |

L'aparició i el desenvolupament de la metal·lúrgia conformen la característica principal del període, encara que aquesta no explica per si mateixa tots els canvis socioeconòmics que van esdevenir.
La producció de bronze al País Valencià fou molt reduïda, a causa de l'escassetat minera en general del territori, i en particular de les primeres matèries necessàries per a la fabricació de l'aliatge (coure i estany). Així doncs, la regió valenciana va haver de proveir-se gairebé exclusivament d'extraccions mineres externes, sobretot de zones més meridionals com Almeria i Múrcia, on, a més d'abundar els afloraments de coure, també destaca la facilitat d'accés a aquests. L'excepció és la serra d'Oriola, una zona rica en recursos miners, fins al punt que s'han trobat més objectes metàl·lics en Sant Antón (Oriola) que en la majoria dels jaciments argàrics. Existeixen altres zones mineres de menor importància, com les proximitats del riu Palància, entre les províncies de València i Castelló, encara que el seu aprofitament no es va iniciar fins finals de l'Edat del Bronze.
Pel que fa a les activitats metal·lúrgiques, les zones que van rebre influències de la cultura argàrica presenten més quantitat d'objectes metàl·lics, mentre que en les regions del nord i del centre del país (cultura del Bronze Valencià) l'activitat metal·lúrgica és significativament menor, tant en volum com en nombre. Això es deu en part, a més de les dificultats per a l'obtenció de primera matèria, a la manca de demanda social. A més, les eines de bronze es podien fondre i tornar a produir, reutilitzant el material. Al contrari que en altres cultures, com l'argàrica, on la metal·lúrgia produïa generalment objectes metàl·lics ornamentals, en el Bronze Valencià els materials exercien una funció més pràctica. Entre els objectes relacionats amb l'activitat metal·lúrgica es documenten gresols, motlles o escòriess, amb els quals es fabricaven útils com punxons, puntes de sageta, cisells, punyals i alguns objectes d'adorn (braçalets, arracades o anells). A més, a la serra d'Oriola s'han trobat pics propers a les mines de coure. També es desenvolupa l'orfebreria, sent el Tresor de Villena i el Tresoret del Cabezo Redondo (Villena) les troballes més destacades.

###### El Tresor de Villena

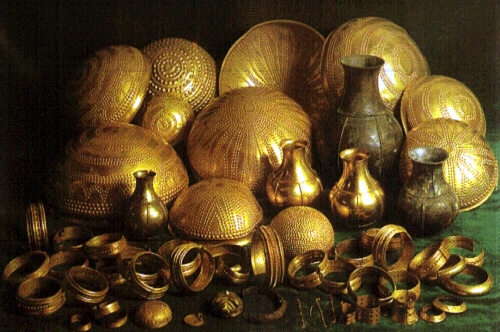
Tresor de Villena, el conjunt d'orfebreria prehistòrica més gran i important de la península Ibèrica, i el segon d'Europa.

El Tresor de Villena és un conjunt d'elements d'orfebreria compost per 66 peces d'or, plata, ferro i ambre que en total pesen gairebé 10 quilograms. Es tracta, després de les Tombes Reials de Micenes (Grècia), del major tresor auri de tot Europa.
El conjunt conté elements de vaixella (bols i flascons), armes i adorns diversos (sobretot braçalets). Els braçalets estan desgastats per l'ús, però no se sap si la vaixella va ser d'ús quotidià, ritual o votiu. Totes les peces pertanyen a l'edat del bronze i van ser ocultades entorn de l'any 1000 aC en un atuell ceràmic del tipus del Bronze Valencià o argàric. Tenen un gran interés els dos objectes de ferro, ja que es tracta dels objectes d'aquest material més antics apareguts a la península Ibèrica i corresponen a un estadi arcaic de l'ús d'aquest metall, en què se'l considera un metall noble i, per tant, s'empra en elements d'orfebreria ornamental.
Va ser trobat en 1963 per l'arqueòleg José María Soler García, durant uns treballs d'extracció en la Rambla del Panadero, propera a Villena. En l'actualitat es troba dipositat al Museu Arqueològic de Villena i constitueix la seua peça més important. Es creu que l'autor o autors del tresor van poder ser locals, donada la seua semblança amb el Tresoret del Cabezo Redondo, que amb bastant probabilitat es va realitzar al poblat prehistòric de Cabezo Redondo, cosa que indicaria un important focus cultural en aquesta regió. Altres autors, però, ho relacionen amb diferents cultures peninsulars i europees, sense que s'hagi arribat a un consens clar pel que fa al seu origen.

##### Assentaments del Bronze Valencià
A partir del Bronze Valencià ja es poden trobar assentaments pràcticament per tot el territori i de tota classe, encara que són escassos els habitants durant tot el període. Generalment es trobaven a l'aire lliure en terrenys elevats i de difícil accés, i presentaven elements defensius, des de petits murs fins a grans muralles amb fossats i torres. De vegades, al costat dels poblats es localitzen coves on enterraven als difunts, tret característic del Bronze Valencià. Les cases eren quadrades o rectangulars, estaven construïdes de fang amb un sòcol de pedra com a base, posseïen sòl de terra batuda, i se sostenien amb bigues i pals de fusta. A més, dins del mateix poblat sorgeixen àrees diferenciades segons l'activitat; zones de treball, d'emmagatzematge, de fabricació o de descans.
Els assentaments del Bronze Valencià s'han classificat en funció de la seua mida i de la seua arquitectura en (de menor a major grandària):
- Campaments.
- Talaies: Torrelló (Onda).
- Caserius: Llometa del Tio Figuetes (Benaguasil), la Lloma de Betxí (Paterna), Caramoro (Elx).
- Aldees: Terlinques (Villena).
- Poblats: Muntanya Assolada (Alzira).
- Ciutats: Cabezo Redondo (Villena)

Alguns d'aquests assentaments, com Terlinques o la Muntanya Assolada, van estar ocupats durant bona part del període, característica també compartida per la Mola d'Agres (Agres) o el Pic dels Corbs (Sagunt), per citar alguns exemples significatius. Els assentaments de Tossal Redó (Bellús) i El Puntal de Cambra (El Villar) constitueixen bons exemples d'emmurallament de l'època. En general, els poblats no presenten cap estructura urbanística particular, amb excepció del Mas de Menente (Alcoi).

#### Bronze Final
Durant el Bronze Final la varietat agrícola en els cultius adquireix una major importància, introduint espècies com el lli, al jaciment de Cabezo Redondo (Villena), o el mill, documentat a la Mola d'Agres (Agres). A més, sorgeixen grups ramaders d'elevada mobilitat, que ocupen temporalment alguns assentaments nous.
La ceràmica característica d'aquest període és una ceràmica carenada (la carena és l'angle o corba que presenta en la seua superfície) feta a mà i amb base plana, amb diferents tipus de decoració (incisa, excisa, o acanalada).
La regió valenciana exercia de xarxa intercomunicadora entre les diferents cultures existents durant aquest període. El País Valencià es va veure influenciat en gran manera per la cultura dels camps d'urnes, provinent de Centreeuropa, així com per la cultura de Cogotas I originària de l'altiplà peninsular.
Al voltant del 1100 aC està documentada la primera influència de la Cultura dels Camps d'Urnes, a la província de Castelló, trobant-se objectes d'aquesta cultura de fins al 650 aC. Entre aquests objectes cal destacar les ceràmiques (excises, incises o acanalades), i entre els costums inculquen nous rituals d'enterrament. L'àrea d'influència d'aquesta cultura s'estén fins al Vinalopó, on apareixen fragments de manera esporàdica. En el jaciment de la Mola d'Agres s'ha trobat una fíbula de colze ad occhio perfectament conservada, datada entre el 1000 aC i el 750 aC, juntament amb altres elements com motlles de fosa.
Està documentada una crisi en els assentaments, que van ser abandonats de forma progressiva a la fi del Bronze Tardà. Aquest abandó va ser més accentuat a les províncies d'Alacant i València. A conseqüència d'això en el Bronze Final van sorgir nous assentaments en ubicacions diferents, alguns dels quals formarien importants centres urbans durant l'Edat del Ferro.
No obstant això, la major part d'aquests nous assentaments van ser refugis on alguns grups de pobladors practicaven explotacions ramaderes, amb habitatges construïts amb materials poc duradors.
A les comarques de la Ribera Alta i la Ribera Baixa es documenten nous poblats, com Escola Peus i Cases de Montcada (Alzira), i l'Alteret de la Vintihuitena (Albalat de la Ribera), tots ells situats en zones de plana, abandonant els assentaments en regions muntanyoses i de difícil accés.
A la província de Castelló es documenten alguns jaciments nous, com Vinarragell (Borriana) i Torrelló del Boverot (Almassora), influenciats en gran manera per la Cultura dels camps d'urnes.

##### Incineració de cadàvers
La cultura dels camps d'urnes provinent de Centreeuropa va portar la pràctica de la cremació de cadàvers, la qual consistia a incinerar als difunts i dipositar les seues cendres sota terra en una urna ceràmica.
Destaquen tres tipus de rituals d'enterrament:
- Incineració, per posteriorment dipositar les restes en urnes ceràmiques: la necròpolis més coneguda del País Valencià és la de Torrelló del Boverot, a Almassora, on es practicava aquest tipus de ritual. També s'ha documentat a Cabanes, la Salzadella i La Montalbana (Ares del Maestrat).
- Inhumació en cova: característics a la zona de la Foia d'Alcoi i el Comtat de Cocentaina.
- Incineració, per després dipositar les cendres en estructures tumulars: provinent del nord-oest (riu Segre i Baix Aragó), va influenciar una part de la província de Castelló.[97]

### Edat del Ferro
L'Edat del Ferro comprèn el període entre entorn del 800 aC i la conquesta romana en el 218 aC. Es divideix en Ferro Antic o Primera Edat del Ferro (800 aC - 500 aC aprox.) i Segona Edat del Ferro (aprox. 500 aC - 218 aC), encara que durant aquest període les cultures preromanes imperen i es desenvolupen a la regió, dins del que ja es pot considerar protohistòria.

#### Inicis de l'Edat del Ferro
Les característiques principals són l'expansió d'aquest metall, l'augment demogràfic i la urbanització dels poblats, donant lloc a importants nuclis de població.
Pel que fa a l'agricultura, s'introdueixen noves espècies com l'olivera o la vinya, que consoliden el sedentarisme. Quant a la ramaderia, a part d'un petit augment en la grandària del bestiar no s'identifiquen grans canvis respecte al període anterior.
Si bé és cert que la quantitat d'objectes de ferro augmenta, aquest metall ja es va introduir amb anterioritat al País Valencià, apareixent esporàdicament, per exemple en el Tresor de Villena, on es documenta la peça de ferro més antiga de tota la península Ibèrica (entorn del 1000 aC). Així, els trets materials que defineixen amb més claredat el període són les fíbules, la diversificació dels útils de bronze, o la utilització de l'entorn per a la producció ceràmica.
L'augment demogràfic i la urbanització provoquen l'aparició d'importants centres urbans, alguns d'ells sobre antics centres del Bronze Final. A més, els habitatges comencen a ser més sòlids en construir amb pedra, i l'estructura del poblat comença a planificar-se, identificant-se carrers ben definits.
Durant aquest període, els fenicis comerciaven sobretot amb la regió propera a la desembocadura del Vinalopó, on existia una gran concentració de població, i van fundar l'únic assentament fenici al País Valencià, La Fonteta, a Guardamar del Segura.